# خیابان اورچارد

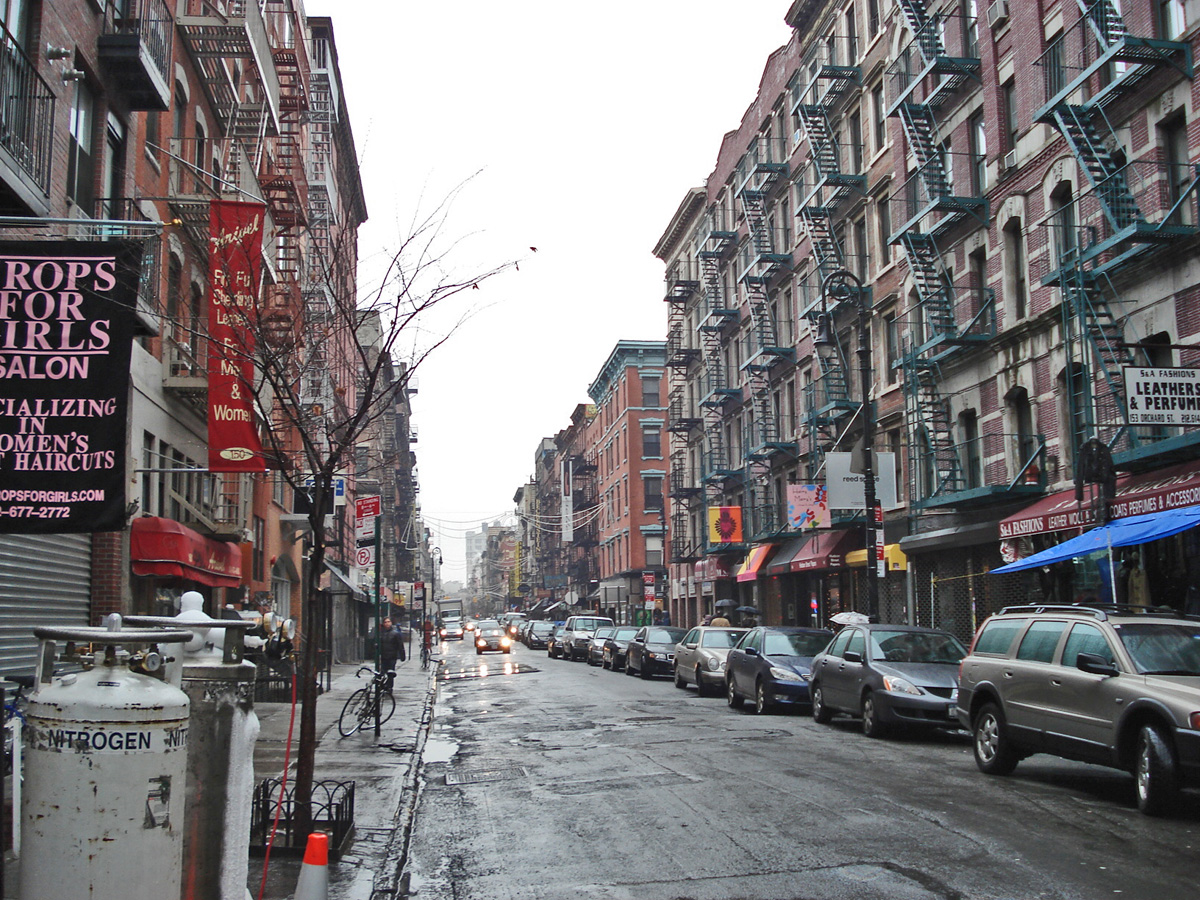
خیابان اورچارد بین خیابان های استانتون و ریوینگتون، به سمت جنوب، در سال ۲۰۰۸

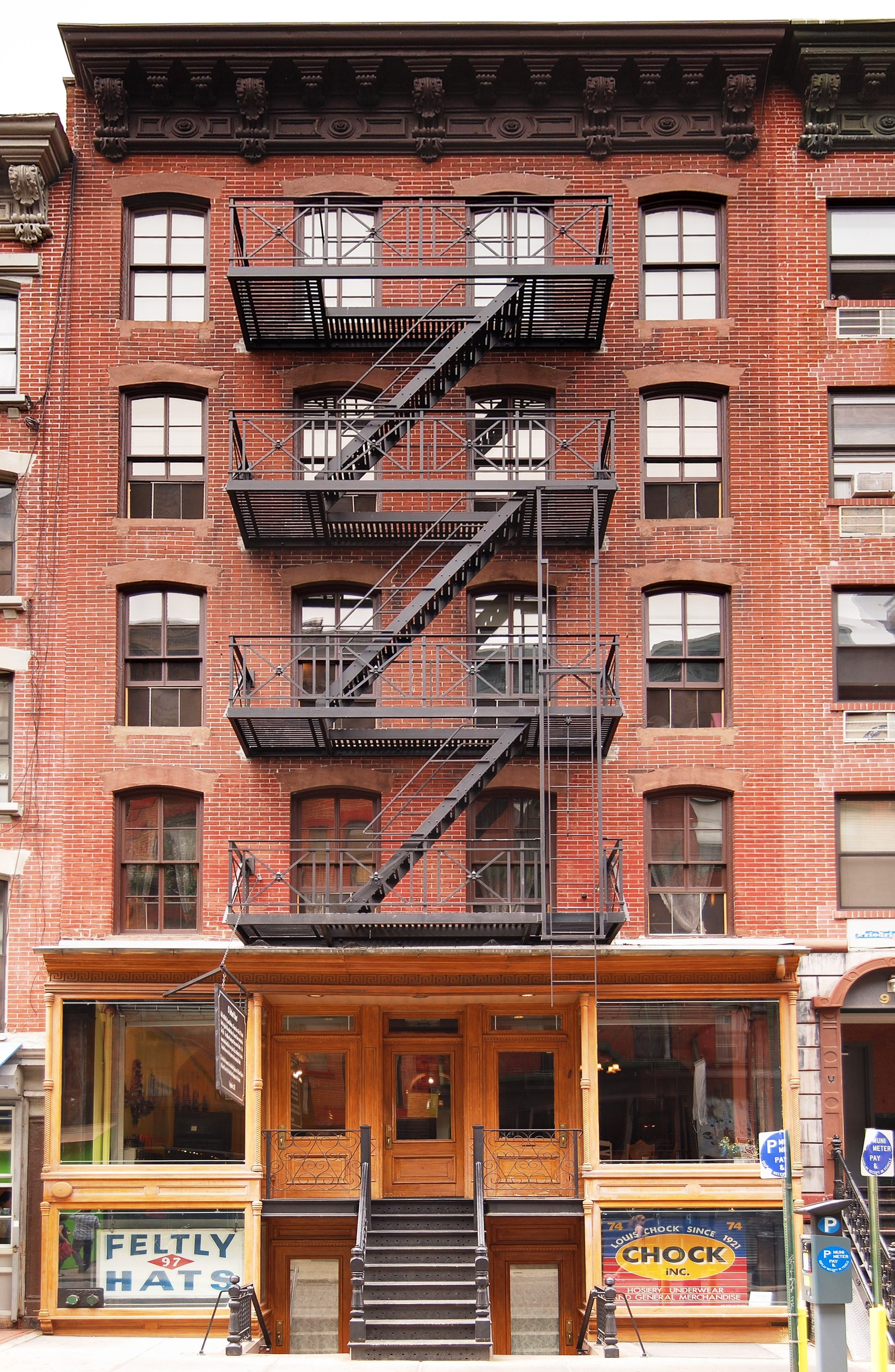
موزه اجاره‌نشینی لوئر ایست ساید

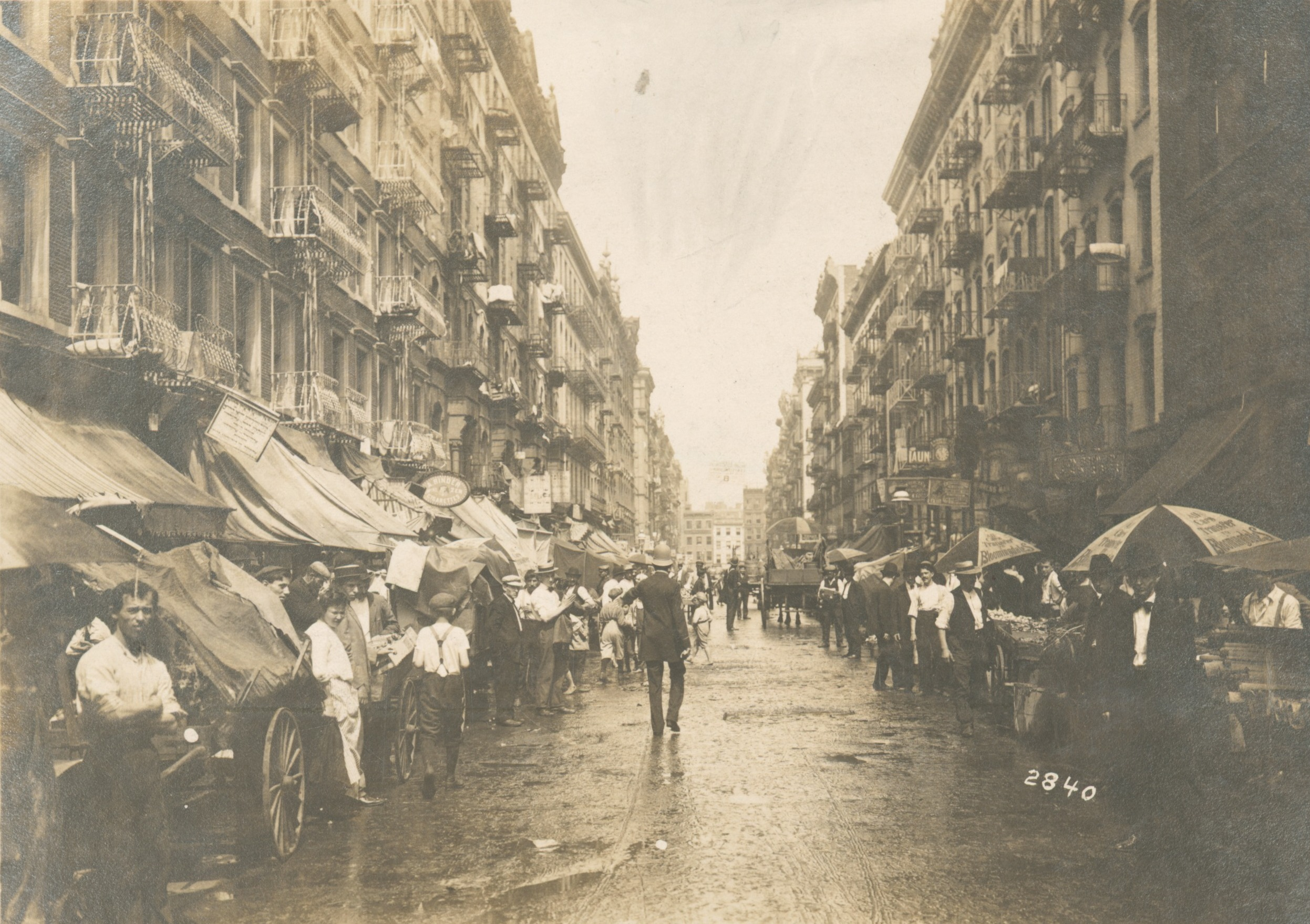
خیابان اورچارد در اواخر قرن نوزدهم، از خیابان ریوینگتون.

خیابان اورچارد خیابانی در منهتن است که هشت بلوک شهری بین خیابان دیویژن در محله چینی ها و خیابان هیوستن شرقی در لوئر ایست ساید را پوشش می دهد. تردد وسایل نقلیه به سمت شمال در این خیابان یک‌طرفه انجام می شود. خیابان اورچارد از خیابان دیویژن در جنوب شروع می شود و به خیابان هیوستون شرقی در شمال ختم می شود.

## تاریخچه

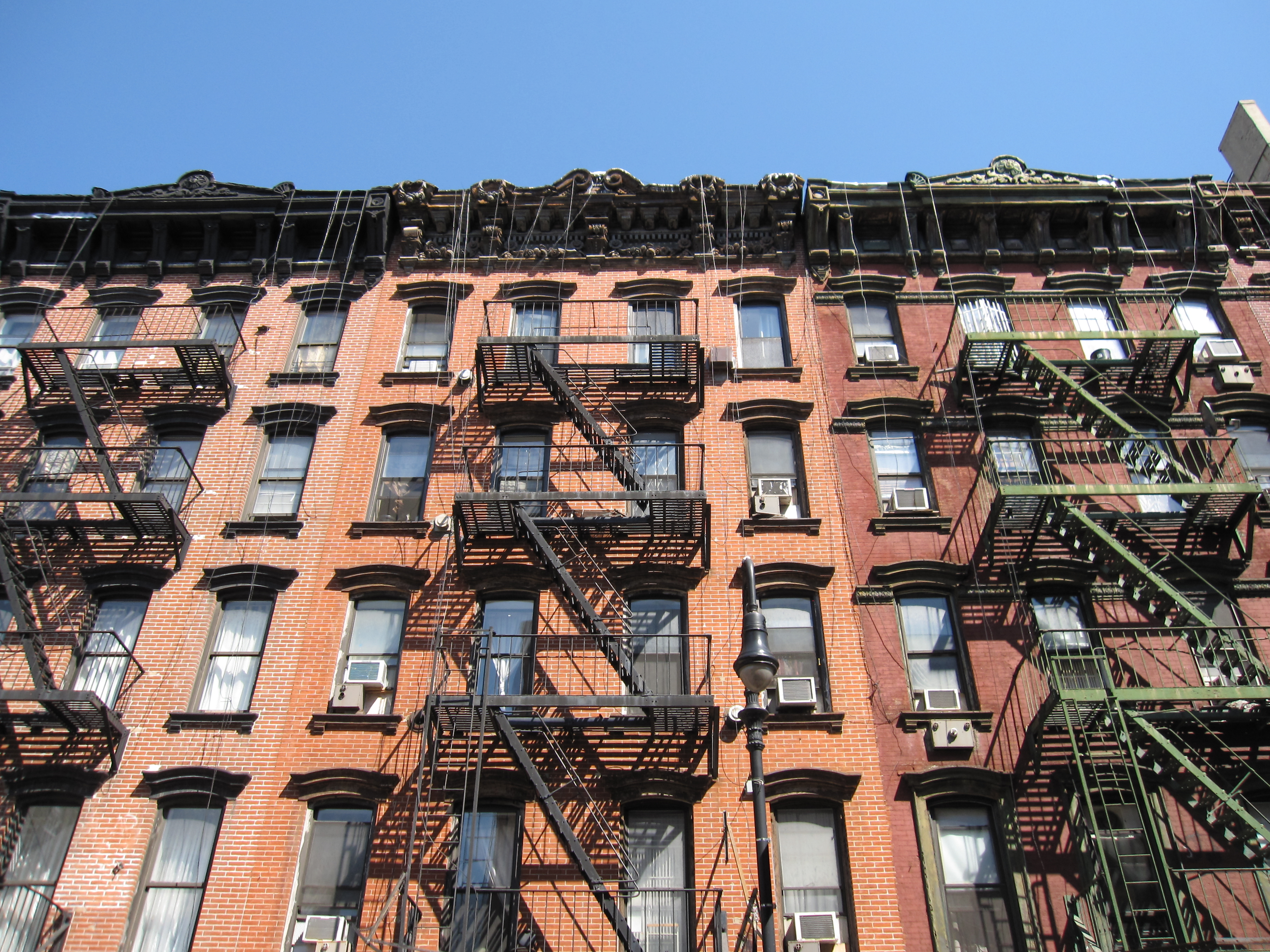
نمای نزدیک از خانه های اجاره ای در اورچارد

اورچارد مورد بحث متعلق به جیمز دی لنسی بود که در سال ۱۷۷۵ به انگلستان بازگشت و مزرعه وی از دست رفته اعلام شد.
خیابان اورچارد اغلب به عنوان مرکز قسمت پایین شرقی در نظر گرفته می‌شود و تقریباً تماماً با ساختمان‌های اجاره‌ای کم‌مرتبه با نمای آجری نمادین و پله اضطراری ردیف شده است. این محله در ابتدا بخش آلمان کوچک و بعداً یک منطقه تحت محاصره یهودیان، از اواسط قرن نوزدهم تا به امروز میزبان مهاجران بوده است. گذشته خیابان به‌عنوان قلب تجربه مهاجران در مرکز موزه اجاره‌ای لوئر ایست ساید، آپارتمان بازسازی‌شده ۹۷ خیابان اورچارد، به تصویر کشیده شده است. این خیابان به‌خاطر خریدهای تخفیف‌خورده‌اش شناخته می‌شود، زیرا خیابان اورچارد، درازا، گذرگاه اصلی بازاریابی لوئر ایست ساید بود. چندین فروشگاه لباس زیر زنانه و فروشگاه‌های کت و شلوار مردانه متعلق به یهودیان ارتدوکس در زیر خیابان دلنسی وجود دارد، در حالی که فروشگاه‌های لباس و چمدان با تخفیف در بلوک بین خیابان‌های دلنسی و ریوینگتون تسلط دارند. اخیراً، بوتیک‌های مجلل و فروشگاه‌های طراحان در این خیابان شروع به کار کرده‌اند. هر یکشنبه، خیابان اورچارد از دلنسی تا خیابان هوستون شرقی به ترافیک وسایل نقلیه بسته می‌شود و خیابان را به یک مرکز خرید عابر پیاده با فروشگاه‌هایی که میزها و قفسه‌هایی برپا می‌کنند، کالاهای خود را برای عابران تبلیغ می‌کنند.
مانند بقیه قسمت‌های لوئر ایست ساید، خیابان اورچارد در دهه گذشته، به‌ویژه در بالای خیابان ریوینگتون، جایی که بوتیک‌ها و رستوران‌های مجلل مغازه‌های خود را باز کرده‌اند، از مراحل اصیل‌سازی شده است.
این انتقال در انتهای پایین خیابان، به ویژه در زیر گرند استریت، که بخشی از انتهای صنعتی شرقی چایناتاون است، کندتر بوده است، اما رستوران‌ها، بارها و گالری‌های هنری جدیدی نیز در سال‌های اخیر در این منطقه افتتاح شده‌اند.
در همین حال، چندین کاندومینیوم مجلل در حال حاضر یا در حال ساخت هستند، جایی که خانواده‌های مهاجر زمانی در ساختمان‌های مسکونی تنگ اشتراک داشتند. چندین هتل بوتیک نیز در این منطقه جوانه زده اند که دو هتل در خیابان اورچارد هستند. هتل Blue Moon در خیابان اورچارد ۱۰۰ و Thompson LES در خیابان آلن.

## در فرهنگ عامه
فیلم کوتاهی به نام «خیابان اورچارد» در سال ۱۹۵۵ توسط کن جیکوبز ساخته شد که از دوربین ۱۶ میلی‌متری بل و هاول جدید خود برای تصویربرداری از زندگی در یک بعد از ظهر استفاده کرد. تی‌سی‌ام آن را به‌عنوان یک فیلم آوانگارد نشان داده است.
کورتنی فتوم سل، ساکن لوئر ایست ساید و فیلمساز، در طول چهار سال، Down Orchard Street را ساخت. این مستند اخراج بسیاری از صاحبان فروشگاه را به دلیل تداوم اصیل سازی محله به تصویر می کشد.
در موزیکال "Ragtime" مهاجر لتونیایی معروف به Tateh در آهنگ "موفقیت" به گوشه اورچارد و ریوینگتون اشاره می کند، جایی که با ایجاد شبح ها امرار معاش می کند: "با کاغذ معمولی، یک قیچی و مقداری چسب خواهم داد. تو به این زیبایی هستی!"

## مکان های قابل توجه
- هتل ماه آبی، خیابان ارچارد ۱۰۰
- موزه اجاره‌نشین ضلع پایین شرقی، خیابان ارچارد ۹۷
- پیتزا اسکار، خیابان ارچارد ۲۲